# Азербайджано-бразильские отношения
Азербайджано-бразильские отношения (азерб. Azərbaycan–Braziliya münasibətləri) — двусторонние отношения между Азербайджаном и Бразилией в политической, экономической, культурной и иных сферах.

## Двусторонние отношения
Бразилия признала восстановленную независимость Азербайджанской Республики 26 декабря 1991 года. Между двумя странами  дипломатические отношения были установлены 23 октября 1993 года.
Посольство Бразилии в Азербайджане открылось 22 июня 2009 года. Посольство Азербайджана в Бразилии открылось 9 мая 2012 года.
В Национальном конгрессе Бразилии с 4 сентября 2013 года действует двусторонняя рабочая группа. Руководителем группы является Нельсон Трад Фильо. В парламенте Азербайджана действует двусторонняя рабочая группа. Руководитель группы — Мушвиг Мамедли.
Между странами подписано 6 документов.
В мае 2001 года новый посол Бразилии в Турции одновременно был назначен и послом в Азербайджане. В июне того же года, в Сан-Хосе (Коста-Рика) состоялось заседание Генеральной ассамблеи Организации Американских Государств, в рамках которого азербайджанский посол в США Хафиз Пашаев провёл встречу с руководителем секретариата министра иностранных дел Бразилии О.Чохфи.
В мае 2004 года бразильский посол в Турции и Азербайджане Б.Неэл в рамках своего визита в Баку встретился с МИД Азербайджана Эльмаром Мамедъяровым.
В 2013 году  по инициативе депутата Клаудио Кажадо в Палате депутатов Национального конгресса Бразилии была создана группа дружбы, которая в октябре 2013 года в рамках своего визита в Баку также приняла участие в работе Третьего Бакинского международного гуманитарного форума.
В 2013 году стороны отметили 20-летие установления дипломатических отношений. В ноябре того же года в Бразилии состоялся концерт, на котором народный артист Азербайджана, дирижер Ялчин Адыгезалов выступил с Симфоническим оркестром столицы Бразилиа.
В декабре 2013 года Баку и Рио-де-Жанейро стали городами-побратимами.
В мае 2019 года президент Азербайджана Ильхам Алиев принял делегацию Национального конгресса Бразилии во главе с председателем Палаты депутатов Национального конгресса Бразилии Родриго Майя.

## В области экономики
| Год   | 2005    | 2006     | 2007      | 2008      | 2009      | 2010      | 2011      | 2012      | 2013      | 2014      | 2015      | 2016      | 2017      | 2018      |
| Сумма | 9 095,7 | 85 317,4 | 186 730,1 | 278 430,2 | 115 626,5 | 161 820,8 | 176 034,4 | 183 592,2 | 372 081,7 | 221 753,5 | 119 902,3 | 164 835,1 | 172 590,3 | 170 884,2 |

| Год   | 2001    | 2002    | 2003    | 2004     | 2005    | 2006     | 2007      | 2008     | 2009      | 2010      | 2011      | 2012      | 2013      | 2014      | 2015      | 2016      | 2017      | 2018      |
| Сумма | 6 626,8 | 7 527,7 | 9 092,5 | 11 115,7 | 9 088,7 | 85 288,0 | 117 555,2 | 95 721,4 | 115 540,8 | 161 634,7 | 175 937,9 | 183 275,9 | 371 801,2 | 221 431,1 | 119 710,0 | 161 953,4 | 172 477,6 | 169 719,5 |

| Год   | 2001  | 2002    | 2003 | 2004 | 2005 | 2006 | 2007     | 2008      | 2009 | 2010  | 2011 | 2012  | 2013  | 2014  | 2015  | 2016    | 2017  | 2018    |
| Сумма | 247,3 | 6 894,2 | -    | 13,8 | 7,0  | 29,4 | 69 174,9 | 182 708,8 | 85,7 | 186,1 | 96,5 | 316,3 | 280,5 | 322,4 | 192,3 | 2 881,7 | 112,7 | 1 164,7 |

Товарооборот 2020—2023 (тыс. долл)
| Год  | Экспорт Азербайджана | Импорт Азербайджана | Сумма товарооборота |
| ---- | -------------------- | ------------------- | ------------------- |
| 2020 | 6 594,29             | 78 381,40           | 84 975,69           |
| 2021 | 72 050,30            | 194 966,05          | 267 016,35          |
| 2022 | 19 731,42            | 189 611,25          | 209 342,67          |
| 2023 | 148,39               | 207 490,52          | 207 638,91          |
| 2024 | 13 827,31            | 178 863,16          | 192 690,47          |